# Franklin Benjamin Sanborn
Pour les articles homonymes, voir Sanborn.
Franklin Benjamin Sanborn est un antiesclavagiste américain né le 15 décembre 1831 à Hampton Falls et mort le 24 février 1917 à Plainfield. Il est notamment connu pour avoir été l'un des Secret Six qui ont financé le raid contre Harpers Ferry entrepris par John Brown pour l'abolition de l'esclavage aux États-Unis.